# Ceratophyllus fringillae
Ceratophyllus fringillae (лат.) — вид блох из рода Ceratophyllus. Обитает в гнёздах мелких воробьиных птиц.

## Распространение
Обнаружены, среди прочего, в Крыму, в Украине (около Киева, Николаевская область, о. Бирючий в Херсонской области, в окрестностях Одессы). Блох находили в гнёздах полевого воробья, пустельги обыкновенной, скворца, галки, на домовых воробьях.